# Исследовательский центр имени М. В. Келдыша
Исследовательский центр имени М. В. Келдыша — научно-исследовательский институт, работающий в области ракетного двигателестроения и космической энергетики с 1933 года. Институт входит в состав предприятий Роскосмоса.
Основан как РНИИ на базе Группы по изучению реактивного движения и ленинградской Газодинамической лаборатории, с декабря 1936 года был известен как НИИ-3, с июля 1942 года переименован в Государственный институт реактивной техники (ГИРТ), с февраля 1944 года был переименован в НИИ-1, в 1965 году был переименован в НИИ Тепловых Процессов (НИИТП), в 1995 году переименован в ФГУП «Центр Келдыша», с 2008 года присвоен статус Государственного научного центра.
Получил всемирную известность благодаря производству сложной высокотехнологичной продукции как военного назначения в виде реактивной установки «Катюша» и первого реактивного самолёта «БИ-1», так и продукции, связанной с освоением космоса, такой как аппаратура для станций «Венера-9», «Венера-10» и программы «Энергия-Буран».
В XXI веке  участвует в создании «Транспортно-энергетического модуля» и изготовлении «ядерной энергодвигательной установки мегаваттного класса», сложных наноматериалов и покрытий, электроракетных двигателей.
АО ГНЦ «Центр Келдыша» является организацией госкорпорации «Роскосмос», расположен по адресу: 125438, РФ, Москва, Онежская ул., д. 8.
В 2018 году организация отпраздновала 85-летний юбилей и туда впервые за долгие годы пустили журналистов.

## История

### Советская эпоха
Исследовательский центр имени М. В. Келдыша был создан по приказу Реввоенсовета (РВС) № 0113 от 21.09.1933 года на основе ленинградской Газодинамической лаборатории (ГДЛ) и московской Группы по изучению реактивного движения (ГИРД), получив название РНИИ. Первым руководителем института был Иван Терентьевич Клеймёнов, его заместителем — Сергей Павлович Королёв, а одним из подчинённых — Валентин Петрович Глушко.
В 1930-х годах специалисты организации проводили работы по созданию реактивной техники, а также работы по пороху и авиабомбам 82, 132, 203 мм, 245 мм, ракетным снарядам 132, 82, 203, 245 мм, крылатым ракетам, ракетным механизированным установкам для пуска ракетных снарядов, приборам управления огнём Р. С. Занимались решением проблем, связанных с вибрациями авиационных конструкций. Именно тут удалось создать математическое описание процесса под названием «Флаттер», которое при увеличении скорости самолёта, приводило к разрушению его конструкции. Так же специалистам удалось справиться с таким явлением, как кручение колёса при взлёте и посадке под названием «Эффект шимми». С декабря 1936 года носил название НИИ-3 Наркомата оборонной промышленности. В 1938 году институт был разгромлен, а создателей «Катюши» директора РНИИ-3 И. Т. Клеймёнова и главного инженера Г. Э. Лангемака арестовали в ноябре 1937 года, а затем расстреляли в январе 1938 года
В ноябре 1937 года Андрей Костиков назначается исполняющим обязанности главного инженера предприятия, а с 15 сентября 1938-го, после ареста В. П. Глушко, С. П. Королёва, Г. Э. Лангемака, становится главным инженером института, который в то время занимался разработкой и испытанием реактивных снарядов и установок для их пуска с земли и с самолётов.
19 февраля 1940 года сотрудники института А. Костиков, И. И. Гвай и представитель Главного артиллерийского управления РККА В. В. Аборенков получили авторское свидетельство на изобретение «механизированной установки для стрельбы ракетными снарядами различных калибров» за № 3338, ставшее основой для разработки будущей знаменитой «Катюши». 17 июня 1941 года на Софринском артиллерийском полигоне Костиков продемонстрировал членам Политбюро, правительства страны и руководства НКО СССР работу установки залпового огня (УЗО), размещённой на автомобиле.
За день до начала войны, 21 июня 1941 года, И. В. Сталин принял решение о развёртывании серийного производства реактивных снарядов М-13 и пусковой установки БМ-13 (УЗО) и о начале формирования соответствующих войсковых частей.
Уже 14 июля 1941 года секретное советское оружие (УЗО) приняло боевое крещение под Оршей под командованием капитана И. Флёрова. Результаты были ошеломляющими. Двумя сериями залпов «Катюш» была полностью разрушена железнодорожная станция Орша и переправа через реку Оршица. Не менее важным было и огромное деморализующее воздействие ракетного оружия на врага.
28 июля 1941 года Президиум ВС СССР издал два указа о награждении создателей «катюши». Первым указом «за выдающиеся заслуги в деле изобретения и конструирования одного из видов вооружения, поднимающего боевую мощь Красной Армии» Костикову было присвоено звание Героя Социалистического Труда (под № 13) с выдачей денежной премии в размере 25 тысяч рублей. Вторым указом орденами и медалями были награждены ещё 12 инженеров, конструкторов и техников, в том числе орденом Ленина — соавторы Костикова по изобретению — И. Гвай и В. Аборенков. Конструктору было присвоено звание генерал-майора инженерно-авиационной службы. 29 сентября 1943 года был избран членом-корреспондентом АН СССР по Отделению технических наук (механика).

### Годы войны
Постановлением ГКО СССР от 15.07.1942 года преобразован в Государственный институт ракетной техники (ГИРД) при СНК СССР. 18 февраля 1944 г. Государственный комитет обороны в связи с «нетерпимым положением, сложившимся с развитием реактивной техники в СССР» постановил «…Государственный институт реактивной техники при СНК СССР ликвидировать» и возложить решение этой задачи на Наркомат авиационной промышленности. Институт вошёл в систему нового наркомата под именем НИИ-1.
В задачу института входила разработка ракетных двигателей. В годы ВОВ институтом была разработана реактивная установка БМ-13 «Катюша». В то же время в институте разработали реактивные снаряды РСФС-132 (М-13) для установки БМ-13. В 1942 году механик Сергей Христианович предложил решение проблемы с попаданием в цель у «Катюш», предложив внести изменения в механизм стрельбы для того, что бы снаряд вращался, увеличивая точность попадания в 10 раз. Установки использовались для защиты «Дороги жизни» во время блокады Ленинграда и последовавшей за ней наступательной контроперации. В 1942 году совершён первый в СССР полёт на реактивном истребителе БИ-1 с ЖРД, изготовленным в НИИ-3. За разработку новых видов вооружения в 1942 году Центр был награждён орденом Красной Звезды.. Ещё до окончания войны в институте начали вести систематические фундаментальные и прикладные исследования в области ракетного двигателестроения.

### Послевоенный период
После войны в институте создавалась аппаратура для исследования космоса, разрабатывались двигатели для ракет, таких как Р-7, которая вывела на орбиту первый искусственный спутник. Модели ракет и самолётов для испытательных стендов создавал артиллерист, работавший с «Катюшами», ветеран войны, защитник Ленинграда Николай Сорокин. В 1946 году начальником Реактивного научно-исследовательского института (НИИ-1), занимавшегося прикладными задачами ракетостроения, стал Мстислав Келдыш. С 1950 по 1961 год Келдыш был научным руководителем.
В 1959 году было принято решение о создании центра дальней космической связи в Крыму для программы по изучению планеты Венера двумя космическими аппаратами «Венера-1» и «Венера-2». Работами руководили Мстислав Келдыш и Сергей Королёв. В 1970-х годах в центре были разработаны приборы «ИОВ-72» для межпланетных космических аппаратов «Венера-8» и ИОВ-75 — для «Венеры-9» и «Венеры-10». В 1950—1960-х годах Центр занимался решением проблемы обеспечения высокой надёжности ЖРД и продольной устойчивости ракет, что позволило в конечном итоге осуществить запуск первых космических аппаратов к Луне в 1959 году и первый полёт человека в космос 12 апреля 1961 года.
В 1965 году организация была переименована в НИИ Тепловых процессов (НИИТП). В 1977 году, благодаря письму, адресованному Брежневу от Келдыша, было принято решение по программе «Энергия-Буран». В этом письме Мстислав Келдыш обращал внимание на то, что американский Шаттл — это дорогой и сложный проект, финансово не выгодный, поэтому возникал вопрос о возможности иного его применения. В результате были проведены исследования, которые доказали способность «Шаттла» к боковому манёвру для выхода на Москву и нанесения ракетного удара. Разработкой проекта «Энергия-Буран» занимался сотрудник РНИИ 1930-х годов Валентин Петрович Глушко. Центр с 1977 по 1991 год осуществлял научное сопровождение и участие в разработке мощных ЖРД и систем для ракетно-космической системы «Энергия-Буран».

### Российская Федерация
В 1995 году переименован в ФГУП «Центр Келдыша». В 2007 году в институте был создан отдел нанотехнологий. В отделе разрабатываются и изучаются наноматериалы для космической техники, сверхлёгкие керамики, работающие в агрессивной среде, углеродные нанотрубки и их применения в космической технике. Был создан материал, способный закрывать отверстия, трещины — как рукотворные так и возникшие в результате аварии. В 2008 году постановлением Правительства РФ ФГУП «Центр Келдыша» присвоен статус Государственного научного центра.
C 90-х годов XX века в институте ведутся работы над созданием новых энергетических установок, использующих солнечную, химическую или ядерную энергии, разработкой новых типов солнечных батарей. В 2011 году предприятие получило от Роскосмоса заказ, связанный с производством ЯЭДУ мегаваттного класса. К 2015 году в Центре был разработан ионный двигатель ИД-500 с удельным импульсом 70 000 м/с.
В конце октября 2016 года академик РАН Анатолий Коротеев покинул должность Генерального директора ГНЦ ФГУП «Центр Келдыша». 2018 году организация отпраздновала 85-летний юбилей. В это время в центре велась разработка метановых двигателей. В 2017 году Центр разработал электрический ракетный двигатель КМ-75 напряжением 800 вольт, к этому моменту на орбите Земли уже три года находился космический аппарат с двигателем КМ-60 с напряжением 500 вольт. В 2019 году велись переговоры о производстве установок по опреснению воды, создаваемых Центром, для иностранных государств.

## Направления деятельности
- Ракетно-космическое двигателестроение[12]
- Ракетно-космическая энергетика[33]
- Системы и элементы ракетно-космических комплексов[24]
- Экспертиза оборудования.[36]
- Нанотехнологии[12]
- Водородная энергетика[37]
- Транспортно-энергетический модуль[11]

## Разработки института
О создании реактивной артиллерии задумались до войны, поэтому в 1933 году был создан РНИИ, ставший «Центром Келдыша». Установку создали в стенах РНИИ, смонтировав на шасси грузового автомобиля ЗИС-6. Вес снарядов установки в годы войны достигал 130 кг. Испытания проводились в марте 1941 года. Меньше чем за сутки до начала войны установка была показана руководству Советского Союза. В тот же день Иосиф Сталин дал распоряжение о начале её серийного производства. Первое боевое применение БМ-13, получившей прозвище «Катюша», состоялось 14 июля 1941 года, близ Орши. У немецких солдат получила прозвище «Орга́н Сталина» из-за звука, издаваемого оперением ракет. Это страшное оружие с женским прозвищем во многом определило ход «Второй мировой войны».
Для советской программы по изучению планеты Венеры с помощью спутников «Венера-8», «Венера-9» и «Венера-10» были разработаны приборы серии ИОВ. Для спутника «Венера-8» был создан фотометр ИОВ-72 для определения освещённости на поверхности планеты и возможности проведения фотосъёмки поверхности планеты на спускаемых аппаратах следующего поколения. Станция «Венера-8» была запущена 27 марта 1972 года, совершила посадку на Венеру и впервые в мире передала научную информацию о её поверхности. Для станции «Венера-9» был создан фотометр ИОВ-75 для измерения световых потоков в пяти спектральных интервалах по трём направлениям — из верхней полусферы, из зенита и снизу, под углом 23° к вертикали. «Венера-9» впервые в истории передала фотографии с поверхности другой планеты. «Венера-10» села на поверхность Венеры 25 октября 1975 года в 2200 километрах от посадочного модуля «Венеры-9». Была снабжена тем же научным оборудованием, что и «Венера-9» и имела схожие задачи.
В 1974 году начала свою жизнь программа «Энергия-Буран»:2, для которой «Центром Келдыша» разрабатывалась аппаратура и ракетно-космическая система. Первый корабль «Буран» крепился к ракете-носителю и имел три двигателя с тягой в 100 тонн. По мнению Виталия Феликсовича Семёнова, руководителя отдела космической энергетики «Центра Келдыша», проект был закрыт в связи с тем, что требовал очень большого финансирования и не мог бы окупиться даже в далёком будущем. Программа обошлась бюджету в 14—16,5 миллиардов рублей, без учёта создания корабля «Буран», который стоил 400 миллионов советских рублей. Кандидат технических наук Ирина Глебовна Лозино-Лозинская, сотрудник «Центра Келдыша», дочь главного конструктора корабля «Буран» Глеба Евгеньевича Лозино-Лозинского, оставила свой автограф во время открытия музея, посвящённого программе «Энергия-Буран».
«Стелс-технология» была известна с 1941 года. Её суть заключается в скрытии металлической части самолёта, однако она не способна защитить от радиолокации. Российские специалисты, в отличие от американских, решили не наносить на корпус радио поглощающие покрытие, так как оно не защищает от радаров, вместо этого они окутали аппарат облаком искусственной плазмы. Облако состояло из нейтральных и заряженных частиц. Благодаря этому летательный аппарат становился невидимым для радиолокаторов. Однако внедрение системы застопорилось. По мнению Анатолия Коротеева, российским специалистам из «Центра Келдыша» следовало довести разработку до конца и как можно быстрее продать её за рубеж или направить конкурентов по неправильному пути. Он полагал, что пока покупатели будут разбираться в технологии, российские специалисты сделают следующий шаг, продвинутся дальше и увеличат отрыв. Он так же полагал, что это конкуренты должны догонять Россию, а не наоборот, но из-за неповоротливости уходит время, что приводит к потере уникального продукта.
В 2009 году в «Центре Келдыша» началась разработка ядерной установки мегаваттного класса для космического корабля для исследования Луны и других планет Солнечной системы. В этой разработке специалисты Центра использовали опыт, накопленный по программе «Тепловая энергодвигательная установка для транспортно-энергетических модулей», начатой в 1998 году. От прошлых поколений установок, таких как «Бук» и «Топаз», новая отличается использованием специального теплоносителя, гелей-ксеноновой смеси и высокотемпературного газоохлаждаемого реактора на быстрых нейтронах. Ураном более высокого обогащения и температурой в реакторе 1500 градусов (что это?). Рабочие органы системы и защиты реакторной установки выполнены из труб, изготовленных из молибденового сплава ТСМ-7. Новый конструкционный материал корпуса способен обеспечить работу реактора на протяжении более чем 100 тысяч часов.
2 декабря 2022 года Юрий Борисов посетил Центр Келдыша. Там он ознакомился с работами по созданию транспортно-энергетического модуля с ядерной энергодвигательной установкой. Главе Роскосмоса продемонстрировали двигатель ИД-500 на 35 кВт и макет перспективного ионного двигателя мощностью 85 кВт. Также, глава Роскосмоса осмотрел испытательную базу, позволяющую моделировать работу ядерной энергодвигательной установки.
Благодаря технологиям, созданным в «Центре Келдыша» и при участии специалистов предприятия, был построен самый крупный на постсоветском пространстве завод по опреснению морской воды — опреснительный завод «Каспий» в городе Актау Республика Казахстан, производительностью питьевой воды в размере 20 тыс. м3/сутки. В 2020 году «Центр Келдыша» приступил к работам по улучшению завода и с целью увиличения производительности до 40 тыс. м3/сутки. В декабре 2020 года предприятие занималось разработкой завода по опреснению воды для Крыма. Был построен малый макет завода. И начат поиск изготовителя макета завода в масштабе 1:250. Стоимость реализации проекта оценили в 3,3 миллиарда рублей.
Текущие разработки центра, позволяют производить техническую и питьевую воду, а также воду особой степени очистки для фармацевтической и электронной промышленности. Предприятием реализовано более тридцати проектов по очистке и подготовке воды различного назначения как в России, так и за рубежом в таких странах, как; Республика Казахстан, ЮАР, Марокко, Ирак, КНР. Работы по водоподготовке реализуются, как часть федерального проекта «Чистая вода» входящего в национальный проект «Экология».
В 2018 году прошли испытания двигателей на метане. Возможность использования подобного топлива рассматривалась и исследовалась в центре. Проведены огневые испытания ракетных двигателей на кислородно-метановом топливе, российскими инженерами был накоплен определенный опыт работы с таким веществом как метан. Специалисты пришли к выводу, что метан неэффективно использовать на первых ступенях, но он подойдет для верхних ступеней ракет. Один из плюсов метана его дешевизна, из-за широкой сырьевой базы.

## Учебная часть
Подготовка научных кадров ведётся в аспирантуре предприятия.

## Исследовательская опытно-экспериментальная база
- Модельная камера для исследования не охлаждаемого сопла из композитных материалов.[62]
- Стендовая база для испытания систем газотурбинного преобразования энергии и электроракетных двигателей[63]

## Награды
Орден Красной Звезды (1942) — за разработку новых видов вооружений
Орден Трудового Красного Знамени (1975) — за заслуги в развитии ракетно-космической техники

## Патенты и свидетельства
129 патентов, 90 свидетельств.

## Имена
Список «Великие имена» предприятия по состоянию на 2022 год.
- Келдыш, Мстислав Всеволодович
- Королёв, Сергей Павлович
- Глушко, Валентин Петрович
- Петров, Георгий Иванович
- Авдуевский, Всеволод Сергеевич
- Раушенбах, Борис Викторович
- Рыжов, Юрий Алексеевич
- Фортов, Владимир Евгеньевич
- Ваничев, Александр Павлович
- Иевлев, Виталий Михайлович
- Исаев, Алексей Михайлович
- Серебров, Александр Александрович
- Анфимов, Николай Аполлонович
- Елисеев, Алексей Станиславович

## Руководство
- Клеймёнов, Иван Терентьевич — 1933—1937.
- Слонимер, Борис Михайлович — 1937—1940
- Костиков, Андрей Григорьевич — 1942—1944
- Фёдоров, Пётр Иванович — 1944—1945
- Бибиков, Яков Львович — 1945—1946
- Келдыш, Мстислав Всеволодович — 1946—1948, научный руководитель института — 1948—1961.
- Окулов, Василий Андреевич — 1949—1951
- Туманов, Алексей Тихонович — 1951—1955
- Лихушин, Валентин Яковлевич — 1955—1988
- Коротеев, Анатолий Сазонович — 1988—2016
- Кошлаков Владимир Владимирович с 2017 года

В течение короткого времени руководителями предприятия были: Н. А. Монаков, А. Н. Фоменко (1941); В. И. Поликовский (1944); В. В. Владимиров (1948—1949).
- Памятная табличка, посвящённая В. Я. Лихушину
- Мемориальная доска на здании, где работал В. М. Иевлев
- Памятная доска в честь первых членов Технического совета Реактивного научно-исследовательского института.
- Мемориальная доска на здании, где работал А. П. Ваничев

## Критика
Журнал «Популярная механика» собрал подборку выдуманного или так и не созданного вооружения, в число которую вошёл «Плазменный стелс-щит», с помощью которого в 1999 году «Центр Келдыша» предлагал обеспечивать малозаметность истребителей четвёртого поколения. Однако технология плазменного стелс-щита, испытанная на самолёте Су-27, была слишком сложна для производства.

## Связанные предприятия
Институт послужил основой для формирования нескольких предприятий космической отрасли:
- РДТТ (ныне МИТ) (1944)
- ОКБ Сатурн (1946)
- ОКБ завода № 293 «Факел» во главе с М. Р. Бисноватом,
- КБ ХимМаш (1948)
- ОКБ-670 (1950)
- ОКБ-1 (1952)
- Московский институт электромеханики и автоматики (1954)
- ФГУП НИИМаш (1958).

## Здания «Центра Келдыша»
- Коллектив предприятия и БМ-13.
- Центр Келдыша в 2014 году
- Онежская улица 8, строение 7. Старое здание центра им. М. В. Келдыша. Построено в 1934 для ВНИИ сельхозмашиностроения ВИСХОМ, в 1942 году передано РНИИ.